# Мазікін Олексій Андрійович
Олексі́й Андрі́йович Мазі́кін (нар. 16 лютого 1975, Харків) — український професійний боксер.

## Любительська кар'єра
Мазікін був успішним любителем, та програвав усі бої проти шульг. На Олімпійських іграх 2000 у чвертьфіналі він програв лівші Одлі Гаррісону, на чемпіонаті світу 2001 він програв у фіналі лівші Руслану Чагаєву, на Олімпійських іграх 2004 у 1/8 фіналу зазнав поразки від лівші Роберто Каммарелле.

## Професіональна кар'єра
Мазікін став професіоналом в 2005 році.
22 серпня 2006 року Олексій Мазікін зазнав поразки в бою за титул інтернаціонального чемпіона Німеччини в важкій вазі від іншого українського боксера Тараса Біденка.
31  серпня 2008 року в бою з росіянином Артуром Марабяном виграв тимчасовий титул чемпіона Азійсько-Тихоокеанського регіона за версією WBO, але надалі в кар'єрі Мазікіна пішла смуга майже суцільних поразок — в 15 боях лише одна перемога, нічия і 13 поразок.